# Mondli Cele
Mondli Cele (Durban, 19 de març de 1989 - Pietermaritzburg, 17 de gener de 2016) va ser un futbolista sud-africà que jugava en la demarcació de migcampista.

## Biografia
En 2012 es va unir al Gamalakhe United, on va jugar per dos anys. Finalment, en 2014, va ser traspassat al Maritzburg United després que l'entrenador assistent del club li veiés jugar en la Copa de Sud-àfrica. A mitjan temporada, el seleccionador Ephraim Mashaba va preseleccionar a Cele per a l'equip que disputaria la Copa Africana de Nacions 2015, encara que finalment no va formar part de l'equip que va viatjar a Guinea Equatorial per disputar el torneig. El 16 de gener, després de disputar un partit contra l'Orlando Pirates, en el qual Cele va marcar el primer gol del partit, Va morir en un accident de trànsit als 26 anys.

## Clubs
| Club              | País | Any         | Partits | Gols |
| ----------------- | ---- | ----------- | ------- | ---- |
| Maritzburg United |      | 2014 - 2016 | 38      | 5    |